# Pakan Sinayan
Pakan Sinayan is een bestuurslaag in het regentschap Payakumbuh van de provincie West-Sumatra, Indonesië. Pakan Sinayan telt 1465 inwoners (volkstelling 2010).